# Кучі
Ку́чі — село в Україні, у Коропській селищній громаді Новгород-Сіверського району Чернігівської області. До 2016 у складі Атюшівської сільської ради. Від 2016 орган місцевого самоврядування — Коропська селищна рада.
Населення становить 14 осіб. 

## Назва
Назва ж поселення виникла від назви урочища, яке з трьох сторін було оточене непрохідним болотом і нагадувало кучу (купу). Гадають, що в давнину на місці урочища було глибоке озеро.

## Символіка
На гербі зображена куча (купа), що робить герб промовистим. Чорний колір символізує болотисту місцевість, зелений - ліси. Козацькі хрести символізують, що першим поселенцем хутора був атюшівський козак Мануїл Омелькович Запорожець. Стріла вказує на цілеспрямованість місцевих мешканців.

## Історія
Напередодні скасування кріпацтва, 1859 року на власницькому хуторі Кролевецького повіту Чернігівської губернії мешкало 4 особи (2 чоловічої статі та 2 — жіночої), налічувалось єдине дворове господарство й поштова станція.
Місцеві старожили розповідали, що урочище Кучі стало місцем зборів незадоволених царською владою мешканців села та студентів. Їх організовував син священика Іван Львович Юницький (від якого батько пізніше відрікся, сказавши «…отрекаюсь от чада свого…») та студент з Карильського Лисенко. До них приєднався козак з Атюші Сидір Сергійович Карацюба. У 1905 році Юницький і Карацюба брали участь у повстанні проти царської влади, за що Юницького стратили, а Карацюбу зіслали на каторгу[джерело?].
12 червня 2020 року, відповідно до розпорядження Кабінету Міністрів України № 730-р «Про визначення адміністративних центрів та затвердження територій територіальних громад Чернігівської області», увійшло до складу Коропської селищної громади.
19 липня 2020 року, в результаті адміністративно-територіальної реформи та ліквідації Коропського району, увійшло до складу Новгород-Сіверського району Чернігівської області.